# معمارية 32 بت
 ببساطه كلما كانت كفاءة أنظمة التشغيل أعلى ستحصل على معالجة أسرع للبيانات

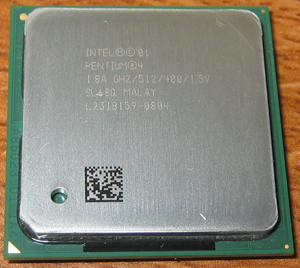

الـ 32بت تعبر عن عرض حزمة البيانات التي يمكن للجهاز معالجتها دفعه واحدة.
نوع النظام 32 بت تشتغل عليها برامج و متصفحات 32 بت